# Heimerziehung in Deutschland
Die Heimerziehung in Deutschland ist regelhaft eine Hilfe zur Erziehung des Achten Buches Sozialgesetzbuch in Form der Fremdunterbringung in einer betreuten Wohnform anstatt in der Familie. Daneben existiert die Geschlossene Heimunterbringung nach BGB, welche allerdings nicht in allen Bundesländern zur Anwendung kommt.

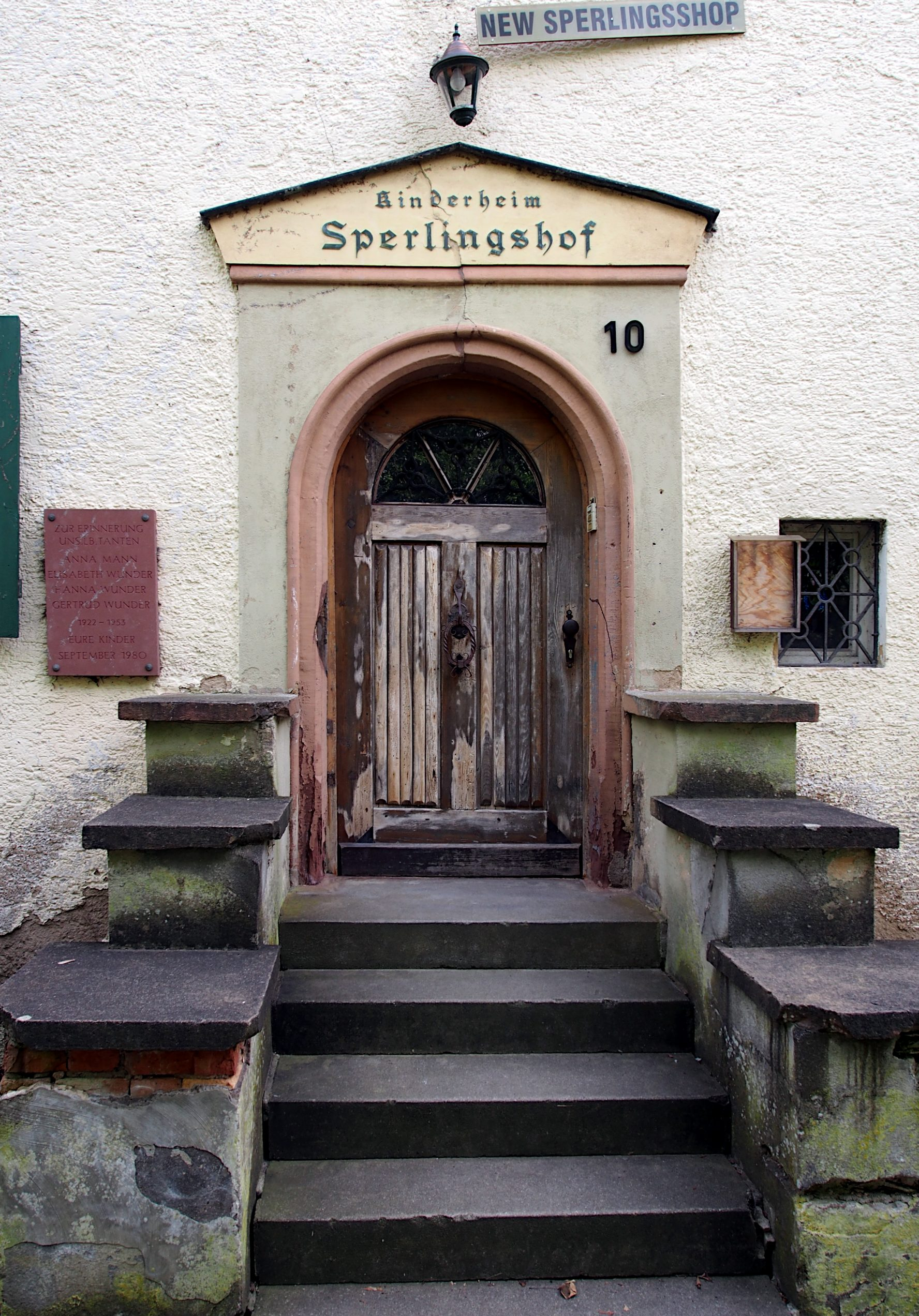
Tür des ehemaligen Kinderheim Sperlingshof

Zur Heimerziehung in der DDR siehe Heimerziehung in der Deutschen Demokratischen Republik.

## Geschichte der Heimerziehung in Deutschland

### Mittelalter und Neuzeit

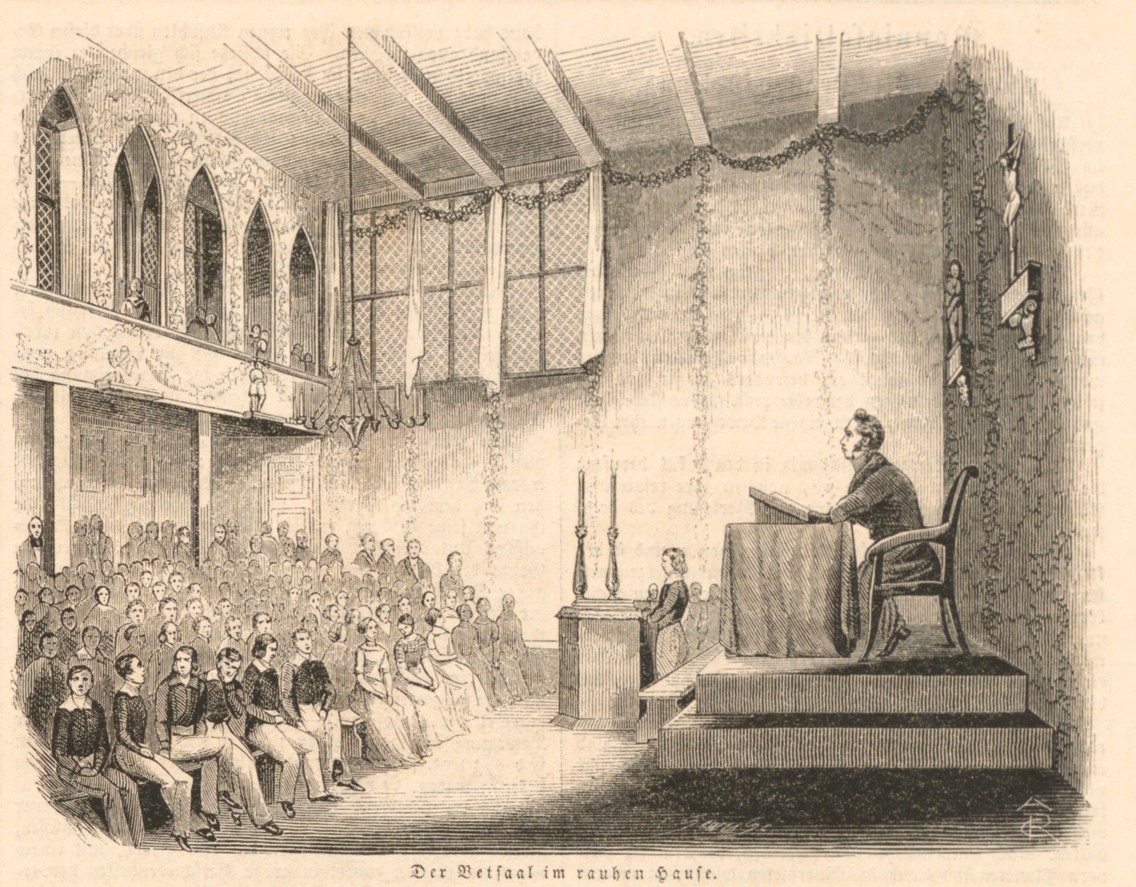
Betsaal im Rauhen Haus (ca. 1845)

Die Heimerziehung in Deutschland entstand aus der Armenfürsorge im Mittelalter. Neben Kindern und Jugendlichen wurden in Armenhäusern Alte, Kranke und geistig Verwirrte versorgt. Armenhäuser waren z. T. geschlossene Anstalten. In der Neuzeit wurden zunehmend Waisenhäuser gegründet. Ab der 2. Hälfte des 18. Jahrhunderts wurden, zunächst in den protestantischen Gebieten und ab dem 19. Jahrhundert in ganz Deutschland, Rettungshäuser gegründet. Neben der reinen Versorgung wurde auf die Erziehung verwaister und verwahrloster Kinder und Jugendlichen, u. a. durch den Abschluss einer Handwerksausbildung, geachtet. Für diese Zeit kann, das „Rauhe Haus“ von dem Theologen Johann Hinrich Wichern in Hamburg beispielhaft genannt werden.
Diese beiden Entwicklungslinien der Heimerziehung sind in der alten Bundesrepublik bis in die 1970er Jahre erkennbar: Aus der Armenfürsorge entwickelten sich Fürsorgeerziehungsheime, in denen bis zu mehrere hundert Zöglinge unter strafvollzugsähnlichen Bedingungen getrennt nach Geschlechtern lebten. Hier wurden straffällige, sozial auffällige, geistig oder körperlich behinderte oder psychisch kranke Kinder und Jugendliche diszipliniert und aus dem öffentlichen Leben verbannt. In den Waisenhäusern entwickelten sich z. T. ambitionierte Konzepte zur Erziehung alleinstehender Kinder und Jugendlicher in alters- und geschlechtsgemischten familienähnlichen Gruppen. Die Zweiteilung fand schließlich in den 1920er Jahren ihren Niederschlag im Reichsjugendwohlfahrtsgesetz (vgl. Jugendwohlfahrtsgesetz), wo zwischen Fürsorgeerziehung und Hilfe zur Erziehung unterschieden wurde.

### Zeit des Nationalsozialismus

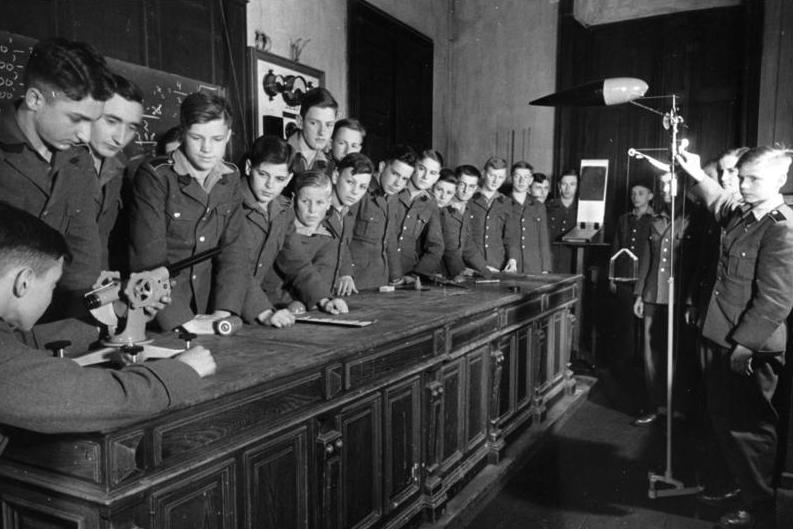
Schüler beim Physikunterricht in einer Napola

In der Zeit des Nationalsozialismus wurden die Fürsorgeerziehungsanstalten zur Disziplinierung unliebsamer Elemente eingesetzt. Mangelnde Konformität wurde als Verwahrlosung interpretiert und mit Maßnahmen der Fürsorgeerziehung beantwortet/bestraft. Dies entwickelte sich zu einem System von Bewährung und Selektion, in dem die „Schwererziehbaren“, „Unerziehbaren“ oder sonst wie Marginalisierten übrigblieben und als Unbrauchbare definiert und behandelt wurden. Z. T. führten Einrichtungen der Fürsorgeerziehung selbst Selektionen von geistig und körperlich Behinderten durch. Dermaßen selektierte Kinder und Jugendliche konnten dann als „lebensunwert“ sterilisiert oder ermordet werden (vgl. Opfer der Rassenhygiene).
In den 1930er- und 1940er-Jahren stellten die Lebensbornheime eine besondere Form der Heimerziehung dar. Das Ziel der Lebensbornheime war es, auf der Grundlage der nationalsozialistischen Rassenhygiene und Gesundheitsideologie die Erhöhung der Geburtenrate „arischer“ Kinder herbeizuführen. Dies sollte durch anonyme Entbindungen und Vermittlung der Kinder zur Adoption – bevorzugt an Familien von SS-Angehörigen – erreicht werden.
Andererseits wurde die Fürsorge der Heimerziehung ideologisch für eigene politische Zwecke benutzt. Es wurden, u. a. Nationalpolitischen Erziehungsanstalten (auch: Napola – Nationalpolitische Lehranstalt) oder die Adolf-Hitler-Schulen gegründet. Diese Anstalten wurden nach 1933 als „Gemeinschaftserziehungsstätten“ gegründet. Ihre Aufgabe bestand in der Heranbildung des nationalsozialistischen Führernachwuchses.
Mit der Weisung vom 5. November 1943 erteilte Hitler den Befehl, Kriegswaisen nicht mehr in Waisenhäusern zu erziehen, sondern in Heimschulen (u. a. Adolf-Hitler-Schulen, Napola), Kinderheimen der NSV und Heimen des Lebensborns. Es sollte sichergestellt werden, dass die Waisen ausschließlich in Obhut des Staates und nicht von Verwandten erzogen werden.
Nach dem gescheiterten Attentat vom 20. Juli 1944 auf Adolf Hitler wurden 46 Kinder und Jugendliche der Widerstandskämpfer von der Gestapo verschleppt und in das Kinderheim im Borntal in Bad Sachsa gebracht. Geplant war, bis zu 200 Kinder und Jugendliche in Bad Sachsa zu internieren. Sie wurden ihrer Identität beraubt und bekamen neue Namen. Später sollten die jüngeren Kinder zur Adoption in SS-Familien freigegeben werden und die älteren Kinder in Nationalpolitischen Erziehungsanstalten untergebracht werden. Ziel war eine komplette Umerziehung der Kinder für „Führer, Volk und Vaterland“.

### Nachkriegszeit

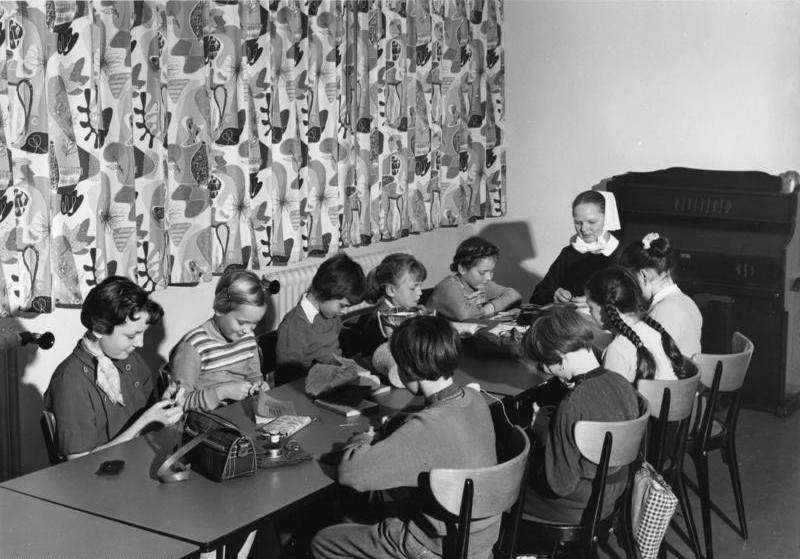
Ein evangelisches Kinderheim 1957 in Frankfurt

Zur Heimerziehung in der DDR siehe Heimerziehung in der Deutschen Demokratischen Republik.
In der Zeit nach dem Krieg beschäftigten die ca. 3000 Heime und Anstalten häufig noch dasselbe Personal, das bereits während der Zeit des Nationalsozialismus dessen Erziehungskonzepte umgesetzt hatte. Immer wieder kam es zu willkürlichen und entwürdigenden Bestrafungen oder die Fürsorgezöglinge wurden eingesperrt. Oft mussten sie gewerbliche Tätigkeiten ausüben, ohne dafür vergütet zu werden und ohne rentenversichert zu sein. Viele Jugendliche wurden auch an Bauern verliehen, um dort zu arbeiten. Den Bauern wurde dabei oft die Pflegschaft über die Kinder und Jugendlichen übertragen. Die Behandlung war oft menschenunwürdig. Die Jugendlichen wurden als billige Arbeitskraft gebraucht, da ein Pflegschaftsverhältnis kein Arbeitsverhältnis sein kann, weil es sich gegenseitig ausschließt. Eine berufliche Bildung wurde ihnen dabei nicht zuteil.
Viele der Missstände wurden dadurch möglich, dass die Heimaufsicht in dieser Zeit praktisch auf ganzer Linie versagte. Dies hatte strukturelle Gründe, denn Leistungserbringung und die Aufsicht darüber lagen in einer Hand bei ein und derselben Behörde. Hinzu kam die oftmals mangelhafte personelle (zu wenig und häufig schlecht qualifiziertes Personal) und räumliche (zu wenig Platz, daraus resultierend zu geringe Privatsphäre sowie schlechte sanitäre Bedingungen) Ausstattung der Heime, der als Folge des Krieges eine große Zahl von zu betreuenden dabei aber häufig traumatisierten Kindern gegenüber stand. 
1953 wurde das RJWG durch das Jugendwohlfahrtsgesetz (JWG) abgelöst und 1961 novelliert. Die Zuständigkeit für die Heimaufsicht wechselte vom Bund auf die Länder. Obwohl verbesserte rechtliche Bedingungen geschaffen wurden, änderte sich die Lage der Kinder und Jugendlichen in der Fürsorge zunächst kaum. Das neue Recht verpflichtete Fürsorgeeinrichtungen und Pflegestellen auf das Kindeswohl. Pflegekinder durften nur noch zu häuslichen und familiären Arbeiten herangezogen werden, die ihren Kräften entsprachen und ihre körperliche, geistige und sittliche Entwicklung nicht beeinträchtigten.
Die Kritik an den ungeeigneten, herabwürdigenden und willkürlichen Erziehungsmethoden wurde immer stärker. Durch Skandale, wie z. B. den sexuellen Missbrauch durch Erziehungspersonen, wurden die Missstände immer bekannter. Die EKD bilanzierte 2013 die Situation in evangelischen Heimen in den Nachkriegsjahrzehnten:
Viele Kinder und Jugendliche in den Heimen wurden Opfer von Gewalt, Demütigungen und sexuellem Missbrauch. Diese Taten wurden vielfach durch Mit-Zöglinge ausgeübt, von den Erziehern aber häufig nicht unterbunden. Viele Betroffene berichten aus ihrer Heimzeit von einer Atmosphäre emotionaler Kälte. Quellen belegen, dass dem Erziehungspersonal zum Teil ein liebevoller Umgang mit den Kindern untersagt wurde. Auch Freundschaften unter den Bewohnern waren nicht gern gesehen. Nur wenige Jugendliche in Heimerziehung hatten die Gelegenheit zum Besuch eines Gymnasiums oder einer anderen weiterführenden Schule. Ein Teil der nicht mehr schulpflichtigen Jugendlichen absolvierte eine Lehre, aber die Mehrheit der Fürsorgezöglinge wurde im Heim zu gering qualifizierten, oftmals körperlich anstrengenden Arbeitsleistungen verpflichtet, die überwiegend nicht sozialversicherungspflichtig waren. Diese von vielen Betroffenen als Zwangsarbeit angesehene Arbeit im Heim führt zu Fehlzeiten bei der Rentenversicherung.
Einer größeren Öffentlichkeit wurden die skandalösen Zustände in der Heimerziehung durch die „Heimkampagne“ der Studentenbewegung der 1960er-Jahre zugänglich gemacht. Hier engagierten sich auch Andreas Baader und Ulrike Meinhof, die das Drehbuch für den Film Bambule schrieb, in dem die Missstände in den Heimen thematisiert wurden. In der so genannten „Heimrevolte“ flohen viele Jugendliche aus den Heimen und wurden von Studenten-Wohngemeinschaften aufgenommen oder sie wurden Trebegänger. Die Revolte führte zur Veränderung der Konzepte in der Heimerziehung und zur Entwicklung eines erweiterten Kanons der Hilfen zur Erziehung. Entsprechend benannte sich die „Internationale Gesellschaft für Heimerziehung“ in „Internationale Gesellschaft für Erzieherische Hilfen“ um. So wurden Wohngruppen gegenüber Heimen zunehmend als Wege bevorzugt.

### 21. Jahrhundert

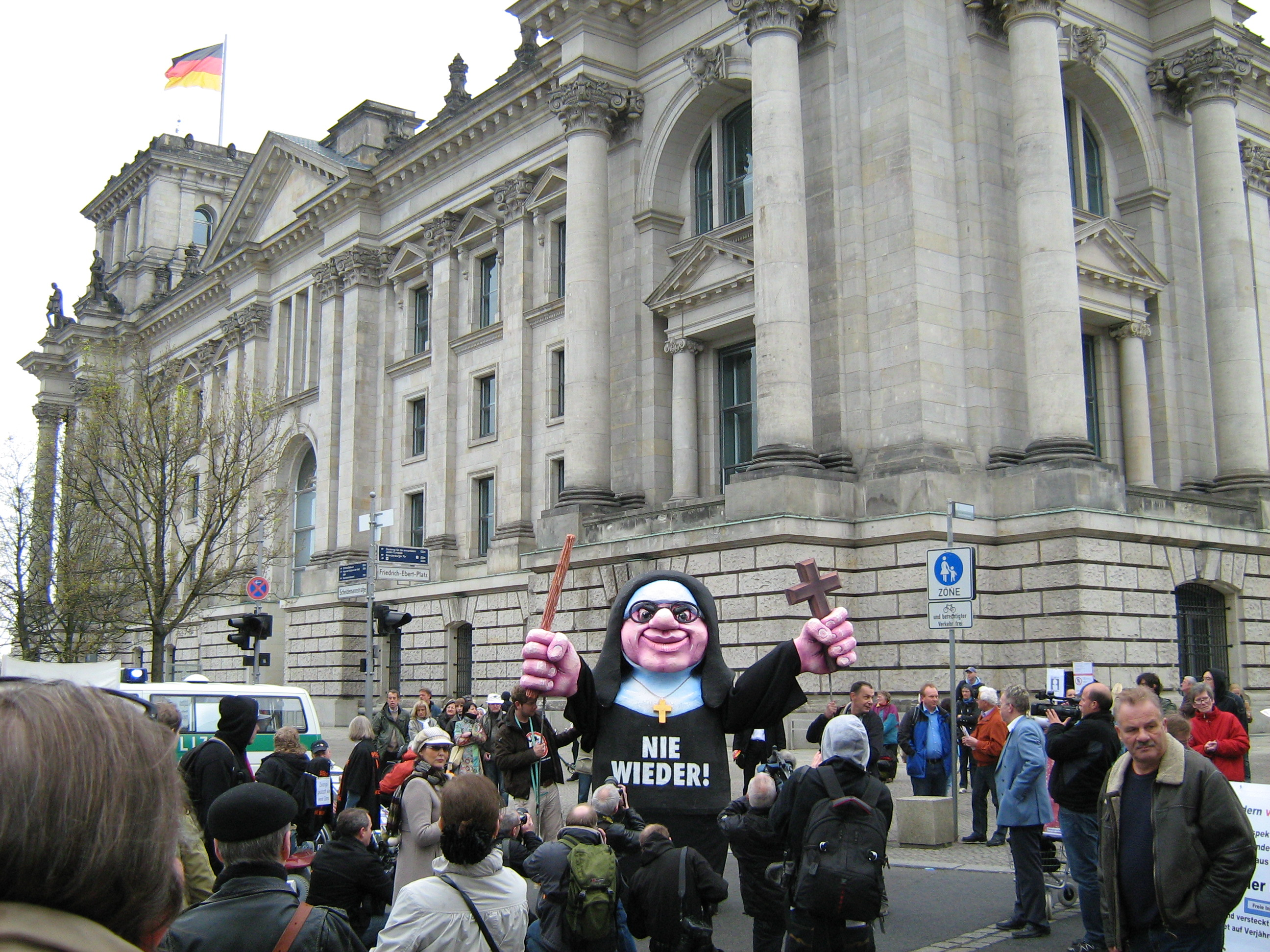
Ehemalige Heimkinder Demo April 2010, Prügelnonne von Jacques Tilly.

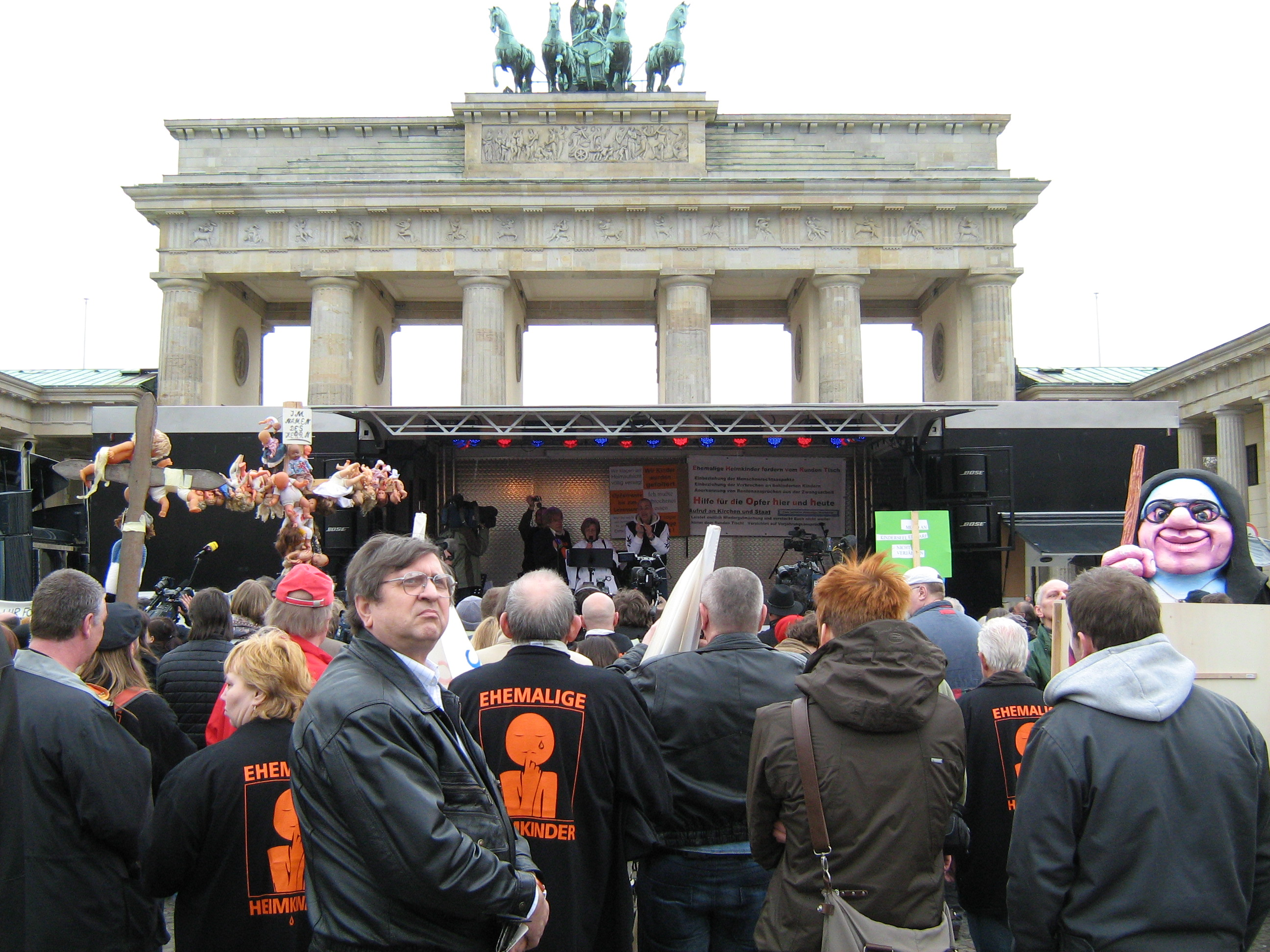
Ehemalige Heimkinder Kundgebung

Im November 2008 empfahl der Petitionsausschuss des Deutschen Bundestages, einen Runden Tisch einzurichten, der die Geschehnisse in der Heimerziehung im westlichen Nachkriegsdeutschland unter den damaligen rechtlichen, pädagogischen und sozialen Bedingungen aufarbeiten sollte. Der Petitionsausschuss erklärte, dass er das Unrecht und Leid, das Kindern und Jugendlichen in verschiedenen Kinder- und Erziehungsheimen in der Bundesrepublik in der Zeit zwischen 1945 und 1975 widerfahren sei, sehe und erkenne und dass er es zutiefst bedauere. Nachdem sich der Deutsche Bundestag der Empfehlung angeschlossen hatte, richtete die Bundesregierung im Februar 2009 den Runden Tisch Heimerziehung in den 50er und 60er Jahren unter dem Vorsitz der ehemaligen Bundestagsvizepräsidentin Antje Vollmer ein. Ihm gehörten Vertreter der ehemaligen Heimkinder an, ferner Vertreter des Bundestages, der Bundes und der Länder, der Jugendämter, der staatlichen, kirchlichen und nicht konfessionellen Träger der Erziehungsheime, beteiligt waren daneben Jugendinstitute und Wissenschaftler. Der Runde Tisch sollte die Hinweise auf das Unrecht, das Heimkindern zugefügt worden ist, prüfen. Er sollte die gesellschaftlichen, wirtschaftlichen und gesundheitlichen (organischen oder psychischen) Folgen der Heimerziehungspraxis aufarbeiten und die Kommunikation zwischen den Betroffenen und den „Nachfolge“-Organisationen der damaligen Heimträger fördern sowie Kontakte zur individuellen Bearbeitung von Heimbiographien herstellen. Darüber hinaus sollte der Runde Tisch der Information ehemaliger Heimkinder dienen und psychologische, soziale oder seelsorgerische Beratungsangebote der beteiligen Institutionen und Organisationen an ehemalige Heimkinder bei Bedarf vermitteln. Schließlich sollten Kriterien zur Bewertung der Forderungen ehemaliger Heimkinder entwickelt werden und mögliche Lösungen aufgezeigt werden.
Im Dezember 2010 legte der Runde Tisch seinen Abschlussbericht vor. Darin wird aufgezeigt, dass in der Heimerziehung der frühen Bundesrepublik die Rechte der Heimkinder durch körperliche Züchtigungen, sexuelle Gewalt, religiösen Zwang, Einsatz vom Medikamenten und Medikamentenversuche, Arbeitszwang sowie fehlende oder unzureichende schulische und berufliche Förderung massiv verletzt wurden. Dies sei auch nach damaliger Rechtslage und deren Auslegung nicht mit dem Gesetz und auch nicht mit pädagogischen Überzeugungen vereinbar gewesen. Als Verantwortliche für das den Heimkindern zugefügte Leid werden Eltern, Vormünder und Pfleger, Jugendbehörden, Gerichte, die kommunalen und kirchlichen Heimträger und das Heimpersonal und schließlich die hierzu schweigende Öffentlichkeit genannt. Der Runde Tisch forderte, die Heimkinder zu rehabilitieren, indem die heutigen Repräsentanten der seinerzeit verantwortlichen Träger und der damals politisch Verantwortlichen das Unrecht anerkennen und um Verzeihung bitten, er fordert, dass regionale Anlauf- und Beratungsstellen als Stützpunkte für Geschädigte ehemaliger Heimerziehung eingerichtet werden. Er fordert darüber hinaus finanzielle Maßnahmen zugunsten einzelner Betroffener, mit denen Hilfen zur Bewältigung von Traumatisierungen finanziert werden und finanzielle Nachteile, etwa bei der Rente ausgeglichen werden können. Er setzt sich auch dafür ein, dass die wissenschaftliche Aufarbeitung und die Dokumentation der Missstände der Heimerziehung finanziell gefördert werden. Es solle ein Fonds für ehemalige Heimkinder eingerichtet werden, der durch die öffentliche Hand und durch die Heimträger mit insgesamt 120 Mio. € dotiert werden solle. Schließlich müssten organisatorische und gesetzgeberische Initiativen ergriffen werden, um die Rechte heutiger Heimkinder noch besser zu garantieren. Der Abschlussbericht schließt mit einem Appell der Vorsitzenden an den Deutschen Bundestag und die Landesparlamente, die geforderten Maßnahmen zügig in die Tat umzusetzen. Zum 1. Januar 2012 wurde der Fonds Heimerziehung in der Bundesrepublik Deutschland in den Jahren 1949 bis 1975 errichtet. Bis zum 31. Dezember 2014 konnten betroffene ehemalige Heimkinder ihre Ansprüche bei ihrer zuständigen Anlauf- und Beratungsstelle anmelden.
Im Jahre 2011 kam eine Einrichtung in Hellenthal der Corsten Jugendhilfe GmbH in die Kritik. 2013 wurden die Einrichtungen der Haasenburg in Brandenburg geschlossen. Im März 2013 wurden schwere Vorwürfe gegen die Einrichtung Jugendheim Schönhof Salow erhoben. Im Mai 2015 wurde die Auslandunterbringung und mögliche persönliche Vorteilsnahmen am Fallbeispiel des Jugendamtskandals Gelsenkirchen thematisiert; genannt wurde auch die Life Jugendhilfe GmbH in Bochum. Im Mai 2015 wurde in Daleiden eine Einrichtung der Jugendhilfe Eifel gGmbH geschlossen. Im April 2015 strebten ehemalige Heimbewohner eines evangelischen Kinderheims aus Korntal Entschädigungen wegen sexuellen Missbrauchs an. Im Juni 2015 wurden zwei Einrichtungen der Friesenhof-Jugendhilfe in Dithmarschen wegen Schikane von Kindern und Jugendlichen geschlossen.

## Maßnahme als Hilfe zur Erziehung

### Hintergrund
Heimerziehung soll das „letzte Mittel“ sein, wenn Probleme in der Familie auftauchen. War es früher üblicher, Kinder relativ schnell in ein Heim zu geben, gehen viele Jugendämter heute dazu über, ambulante Hilfen oder auch teilstationäre Hilfen zu empfehlen, um dem Kind oder Jugendlichen weiterhin einen regelmäßigeren Kontakt zur Familie und seiner vertrauten Umgebung zu ermöglichen. Für die Frage, welche Maßnahme durchgeführt wird, sollen das Kindeswohl, nicht finanzielle Gründe maßgeblich sein.

### Umfang
In Deutschland lebten Ende 2011 rund 65.000 junge Menschen in einer betreuten Wohnform. Die Zahl stieg damit seit 2008 um 11 %.
Im Jahr 2016 lebten in Deutschland 95.582 Menschen in einer betreuten Wohnform. Im Jahr 2012 lebten 66.711 Menschen in einer betreuten Wohnform.

### Rechtsgrundlagen
Die Heimerziehung ist nach § 34 Achtes Buch Sozialgesetzbuch (SGB VIII) eine Hilfe zur Erziehung in einer Einrichtung über Tag und Nacht. Zwar hat jeder Personensorgeberechtigte einen Rechtsanspruch auf Hilfe zur Erziehung, wenn eine dem Wohl des Kindes oder des Jugendlichen entsprechende Erziehung nicht gewährleistet ist und die Hilfe für seine Entwicklung geeignet und notwendig ist. Vor der Fremdunterbringung ist ein ordentliches Hilfeplanverfahren nach § 36 SGB VIII durchzuführen.
Im Rahmen des § 1666 BGB (Kindeswohlgefährdung) kann ein Familiengericht auf Initiative des Jugendamtes die Unterbringung in einem Heim oder eine andere Hilfe gegen den Willen der Sorgeberechtigten (Eltern) anordnen. Dies geschieht bei Kindeswohlgefährdung und wenn die Sorgeberechtigten nicht in der Lage oder gewillt sind, die Gefahr abzuwenden.

### Kosten
Die Kosten der Heimerziehung können sich je nach Art der gewählten Jugendhilfeeinrichtung auf bis zu 10.000 € im Monat belaufen. Im Rahmen der Angemessenheit und Leistungsfähigkeiten werden dazu zuerst der Hilfeempfänger selbst, dann sein Ehegatte/Lebenspartner und zuletzt seine Eltern an den Hilfekosten beteiligt. Bei vollstationärer Unterbringung hat jeder Elternteil und der Ehegatte/Lebenspartner des Hilfeempfängers einen Kostenbeitrag aus dem durchschnittlichen Einkommen des gesamten vorangegangenen Kalenderjahres zu zahlen. Zusätzlich ist neben dem Kostenbeitrag aus Einkommen ein Kostenbeitrag in Höhe des Kindergeldes zu zahlen. Während der Dauer der Heimerziehung ruht die Unterhaltspflicht der Eltern, da der gesamte notwendige Lebensunterhalt des Kindes durch die Jugendhilfeleistung abgedeckt wird.
Zur Ermittlung des maßgeblichen Einkommens werden vom Nettoeinkommen pauschal 25 % abgezogen. Macht der Kostenbeitragspflichtige geltend, dass von diesem Abzugsbetrag nicht alle Belastungen im Sinne des § 93 gedeckt sind, können stattdessen auch die tatsächlichen Belastungen anerkannt werden. Die aus dem verbleibenden Einkommen zu zahlenden Beiträge sind der seit 2005 geltenden und durch das Kinder- und Jugendhilfeverwaltungsvereinfachungsgesetz (kurz KJVVG) überarbeiteten Kostenbeitragsverordnung zu entnehmen. Die monatlich zu zahlenden Beträge liegen dabei je nach Einkommensgruppe zwischen 50,00 € und 2.438,00 €. Bei sehr hohen Einkünften können auch darüber hinausgehende Kostenbeiträge gefordert werden. Die tatsächlichen Kosten der Hilfe dürfen durch die Kostenbeiträge jedoch nicht überschritten werden. Für einen jungen Volljährigen in vollstationärer Einrichtung sind maximal 725,00 € von jedem Elternteil oder Ehegatte/Lebenspartner zu zahlen. Eltern und Ehegatten/Lebenspartner können bei Verlust der Vorjahreseinkommensquelle eine vorläufige oder endgültige Neuberechnung anhand des aktuellen Einkommens beantragen.
Der untergebrachte junge Mensch selbst hat unabhängig von dieser Berechnung 75 % seines jeweils aktuellen Einkommens als Kostenbeitrag zu zahlen. Ist oder wird der Hilfeempfänger volljährig, erfolgt zusätzlich eine Heranziehung aus seinem Vermögen.

## Einrichtungen und Konzepte der Kinder- und Jugenderziehung
Von dem Heim kann heute nicht mehr gesprochen werden. Es gibt heute unterschiedliche Formen vollstationärer Angebote. Die einzelnen Unterbringungsformen unterscheiden sich stark in Angebot, Zielgruppe, Betreuungsschlüssel, Lage und nicht zuletzt auch durch die Größe. Alle Formen, Mischformen und Varianten aufzulisten ist nicht möglich. Die Einrichtungen werden zum größten Teil von freien Trägern (z. B. Diakonie, AWO, Caritas, DRK u. a.) betrieben. Alle sind stark abhängig von der Belegungspolitik der Jugendämter und diese wiederum von der Finanzierungspolitik der Kommunen.
Folgende Unterbringungskonzepte können herausgestellt werden:

### Jugendwohngruppen
Diese „klassische“ Form ist meist eine Wohnung in einem größeren Haus, in dem ca. 8 Kinder und/oder Jugendliche leben. Zur Seite stehen ihnen Erzieher und Sozialpädagogen, die dort im Schichtdienst arbeiten und eine Versorgung und Betreuung rund um die Uhr gewährleisten. Realisiert sind auch Heime, die aus mehreren Häusern bestehen, in denen jeweils eine Gruppe lebt. Gesondert kann auch ein zentraler Speisesaal, zentrale Wäscherei oder Küche Bestandteil sein. Die früher häufiger anzutreffenden Großgruppen existieren heutzutage nicht mehr. Es ist eher der Trend zu beobachten, die Gruppengröße als auch die Alters- und Geschlechterstruktur noch familienähnlicher zu gestalten. Andere Heime wiederum konzentrieren sich auf bestimmte Altersgruppen wie Kleinkinder und Jugendliche oder auf Probleme wie Drogenkonsum oder Sexueller Missbrauch und richten ihr fachliches Profil entsprechend aus.
Wenn die Betreuung von Erziehern und Erzieherinnen (öfter auch Paare) gewährleistet wird, die selbst fest in ihrer Gruppe leben, spricht man von einer Wohngruppe mit innenwohnendem Erzieher, Kleinsteinrichtung oder einer familienähnlichen Wohngruppe. Eine solche Betreuungsform stellen die Kinderdörfer dar.

### Erziehungsstellen
Eine Erziehungsstelle ist ein individuelles Betreuungs- und Unterbringungsangebot nach § 27 in Verbindung mit § 34 und/oder 35a, § 41 SGB VIII, bei dem eine sozialpädagogische Fachkraft in einem Arbeitsrechtsverhältnis mit einem Freien Träger der Jugendhilfe ein bis zwei Kinder im eigenen Haushalt betreut.
Siehe auch: Erziehungsstelle

### Betreutes Wohnen
Beim so genannten Betreuten Jugendwohnen wird in der Regel ebenfalls eine Rund-um-die-Uhr Betreuung durch Erzieher und Sozialpädagogen gewährleistet. Zielgruppen sind eher etwas ältere Jugendliche, die z. B. in Verselbständigungsgruppen leben. Das Ziel ist, die jungen Menschen an ein selbstständiges Leben heranzuführen. Jugendliche, die in einer Wohnung oder in einem Haus leben und nur noch stundenweise von Erziehern oder Sozialpädagogen aufgesucht werden, nennt man Jugendwohngemeinschaften. Es ist auch möglich, dass ein Jugendlicher alleine in einer Wohnung lebt. In diesem Fall wird von betreutem oder mobilem Einzelwohnen gesprochen. Im Jahre 2017 wurden in Deutschland 2,282 Menschen in einer eigenen Wohnung betreut. Das macht 4,4 % aller in Deutschland begonnenen stationären Erziehungshilfen aus.

### Mutter-Kind-Betreuung
Bei dieser Wohnform leben die Mütter zusammen mit ihren Kindern in einer Einrichtung; dabei kann es sich um ein betreutes Einzelwohnen der jungen Mutter oder auch um eine Wohngemeinschaft/Gruppe aus mehreren Müttern mit ihren Kindern handeln. Verschiedene Kommunen haben spezielle Projekte ins Leben gerufen, um z. B. minderjährigen Müttern ein betreutes Aufziehen ihrer Kinder zu ermöglichen und den Müttern selbst auch Betreuung zu gewährleisten. Auch viele freie Träger haben inzwischen Betreuungsmöglichkeiten für minderjährige Mütter und ihre Kinder in ihrem Angebot.
In diese Form der Heimunterbringung fallen auch die Familienaktivierenden Gruppen, die zum Teil aber auch von anderen Heimen als zusätzliches Angebot durchgeführt werden.

### Geschlossene Unterbringung
Im wesentlichen Unterschied zu den oben genannten Gruppen kann ein Kind oder Jugendlicher nur mit richterlicher Genehmigung (auf Antrag des Sorgeberechtigten = Eltern, -teil oder Vormund) in einem geschlossenen Heim untergebracht werden. Es handelt sich um eine mit Freiheitsentziehung verbundene Unterbringung nach § 1631b BGB. Hintergrund für die geschlossene Unterbringung ist oft Jugenddelinquenz, aber auch Selbst- und Fremdgefährdungssituationen, die jedoch keine psychiatrische Unterbringung erfordern. Unter besonderen Umständen kann auch häufiges Entweichen und mangelnde Erreichbarkeit mit anderen Betreuungsformen der Anlass sein.
Die geschlossene Unterbringung als Form der sozialpädagogischen Betreuung wird stark kritisiert.

### Kurzzeitunterbringung, Clearing
Mitunter dient eine Heimunterbringung lediglich der räumlichen Trennung von Personensorgeberechtigten und Kind für eine gewisse Zeit, um eine verfahrene Situation zu entspannen. Eine Kurzzeitunterbringung erfolgt auch mit dem Ziel, den Hilfebedarf abzuklären und mögliche Lösungen zu finden. Für solche Fälle stehen in einigen Bundesländern Clearingstellen zur Verfügung, die konzeptionell auf stark fluktuierenden Gruppen eingerichtet sind. Ein typischer Fall von Kurzzeitunterbringung ist die Inobhutnahme durch das Jugendamt, die im § 42 SGB VIII geregelt ist. Die Dauer der Kurzzeitunterbringung kann zwischen einigen Stunden und mehreren Monaten variieren.

### Mischformen/Varianten
Die Unterschiede in der Ausgestaltung der Grundkonzepte der Heime sind vielfältig, denn § 34 SGB VIII eröffnet kreative Möglichkeiten für Anbieter. Neben der klassischen Form gibt es z. B. Wohngemeinschaften mit erhöhtem Betreuungsbedarf, in denen ein sehr hoher Betreuungsschlüssel gilt. Beim Sozialtherapeutischen Wohnen kommt konzeptionell noch ein therapeutischer Ansatz hinzu. Dies kann auch auf die klassischen Heimformen übertragen werden. Wesentlich zur Vielfalt der Konzepte trägt die Bandbreite der vielen pädagogischen Richtungen und Ausbildungen bei.

## Mediale Aufarbeitung
Als Dokumentarfilm entstand 2009 Die Unwertigen von Renate Günther-Greene.
Am 25. Juni 2015 fand die Premiere des Kinofilms „Freistatt“ in Diepholz zusammen mit Marc Brummund, Regisseur, und Rüdiger Scholz, Leiter der „Jugendhilfe Bethel im Norden“ statt. Der Film steht stellvertretend für 3000 Heime dieser Art.
Im Jahre 2021 erschien der Dokumentarfilm Werner We Love You, der die Lebensgeschichte des Bielefelders Werner Herzog erzählt. In den 1960er Jahren wurde er von seiner Mutter in die Jugendfürsorgeeinrichtung nach Freistatt abgeschoben.